# Dent County
Dent County är ett administrativt område i delstaten Missouri, USA. År 2010 hade countyt 15 657 invånare. Den administrativa huvudorten (county seat) är Salem.  

## Geografi
Enligt United States Census Bureau har countyt en total area på 1 954 km². 1 952 km² av den arean är land och 3 km² är vatten. 

### Angränsande countyn
- Crawford County - nord
- Iron County - nordost
- Reynolds County - sydost
- Shannon County - syd
- Texas County - sydväst
- Phelps County - nordväst